# Walter Ganshof van der Meersch
Walter Jean Oscar Louis Marie Ganshof van der Meersch (Brugge, 18 mei 1900 – Tintange, 12 september 1993) was een Belgisch rechtsgeleerde, magistraat, hoogleraar en minister.

## Familiale en persoonlijke gegevens
Walter Ganshof was een kleinzoon van François Ganshof (1842-1915) uit Werden (Duitsland) die zich in Brugge had gevestigd, er afgevaardigde bestuurder werd van de Bank van West-Vlaanderen en getrouwd was met Wilhelmine Birken (1835-1918) uit Krefeld. Hij was een zoon van Arthur Ganshof (1867-1929), advocaat bij de balie van Brugge en commandant van de 'Jagers Verkenners' (Burgerwacht) in deze stad. Zijn moeder was Louise Van der Meersch (1873-1947) die in hun statige herenwoning, bekend als 'Hôtel Ganshof' in de Predikherenstraat (later, naar een vroegere bewoner, 'Hotel d'Hanins de Moerkerke' genoemd), een literair salon hield waar grote namen uit de Franse en Frans-Belgische literatuur te gast waren.
Hij begon zijn  middelbare studies aan het Koninklijk Atheneum in Brugge, maar bij de aanvang van de Eerste Wereldoorlog vluchtte het gezin naar Engeland. Hij volgde verder lessen aan het King's College in Wimbledon. Nadien vertrok het gezin naar Frankrijk en Ganshof beëindigde zijn middelbare studies aan het Lycée Janson-de-Sailly in Parijs.
In 1917 behaalde hij zijn baccalaureaat in de wijsbegeerte en nam hij als vrijwilliger dienst in het Belgische leger. Het gezin keerde na de oorlog niet naar Brugge terug, en Arthur Ganshof werd advocaat bij de balie van Brussel. Walter studeerde aan de Vrije Universiteit van Brussel en behaalde er, volgens het versnelde curriculum voor oud-strijders, in 1921 het diploma van doctor in de rechten. In datzelfde jaar legde hij de eed af als advocaat bij de balie van Brussel, waar hij stage liep bij advocaat Paul-Emile Janson (1872-1944), die zijn mentor en later minister van Justitie werd.
Op 17 juli 1923 trad Ganshof in Brussel in het huwelijk met Élisabeth Orts (1903-1996), dochter van Pierre Orts, diplomaat en hoogleraar aan de Brusselse universiteit, kleindochter Louis Orts, advocaat bij het Hof van Cassatie, en achterkleindochter van Auguste Orts. Het echtpaar kreeg twee kinderen: Jean-Louis Ganshof van der Meersch (1924-1982),  die drie keer trouwde en geen kinderen naliet, en Jacquemine Ganshof van der Meersch (1927-2005), die trouwde met baron Simon Frédéricq (1923-1999), advocaat en hoogleraar aan de Rijksuniversiteit Gent, en zoon van Louis Fredericq, en vier dochters had.
Bij koninklijk besluit van 1 april 1927 kreeg zijn vader de toelating voor zijn drie zoons om de familienaam van zijn vrouw aan hun naam toe te voegen. De oudste zoon, professor François Louis Ganshof (1895-1980) wees de mogelijkheid af omdat hij toen al bekendheid had verworven als historicus en voor verwarring vreesde wat betreft zijn buitenlandse publicaties. De twee andere zonen, majoor Georges Ganshof (1898-1973) en Walter Ganshof, aanvaardden de familienaam 'Ganshof van der Meersch' te dragen.
Walter Ganshof nam deel aan de Olympische Winterspelen van 1928 in Sankt Moritz, in de discipline bobsleeën, waar hij als lid van de Belgische ploeg zesde werd op 18 februari 1928.
In 1974 werd Ganshof opgenomen in de erfelijke adelstand met de bij eerstgeboorte overdraagbare titel van burggraaf. In zijn wapenschild voerde hij het devies Door Meersch en Walle.
Na zijn overlijden vond op 15 september 1993 de uitvaart plaats volgens de protestantse ritus. Hij werd niet bijgezet in het familiemausoleum op het stedelijk kerkhof van Brugge, maar in een eigen graftombe in Tintange.

### Magistratuur
Ganshof had nauwelijks zijn stage als advocaat volbracht of hij werd in 1923 benoemd tot substituut-procureur des Konings in Brussel (onder procureur des Konings Léon Cornil). Tien jaar later, toen zijn mentor Janson opnieuw minister van Justitie was geworden, werd hij bevorderd tot procureur des Konings.
In februari 1940 droeg minister Janson hem voor om auditeur-generaal bij het Militair Gerechtshof te worden. Pas na aandringen van eerste minister Hubert Pierlot en de tussenkomst van de koning om hem de nodige middelen ter beschikking te stellen, aanvaardde hij, hoewel zijn voorkeur uitging naar een benoeming bij het Hof van Cassatie. Hij werd geïnstalleerd op 9 april 1940.
Met de oorlog die dreigde werden allerhande maatregelen genomen. Een coördinatiecomité werd opgericht dat de veiligheidsmaatregelen moest voorbereiden die in geval van invasie dienden te worden genomen. Dit comité bestond uit Paul-Emile Janson (minister van Justitie), Alfred Rémy, Camille Pholien en Alfred Destexhe (respectievelijk procureur-generaal bij de hoven van beroep van Gent, Brussel en Luik), Raoul Hayoit de Termicourt (advocaat-generaal bij het Hof van Cassatie) en Robert de Foy (administrateur van de Staatsveiligheid).

## Oorlogstijd
Op 16 april 1940 gaf minister van Justitie Janson de procureurs des Konings (en via hen aan de gerechtelijke politie, de krijgsauditeurs, de Rijkswacht en de politiecommissarissen) opdracht om lijsten op te maken van Belgische of buitenlandse personen die ervan verdacht werden betrekkingen te onderhouden met Duitse overheden of wier aanwezigheid de militaire operaties kon belemmeren. Op 7 mei 1940 gaf Janson opdracht over te gaan tot arrestatie van verdachten als vijandelijkheden zouden uitbreken. Na de inval van de Duitsers in België op 10 mei 1940 vaardigde de Belgische regering de staat van beleg uit. Diezelfde dag gaf de administrateur-generaal van de Staatsveiligheid bevel om alle verdachte Belgen en vreemdelingen te arresteren. Enkele duizenden Duitsers, onder wie spionnen en uit Duitsland gevluchte Joden, evenals enkele honderden Belgen werden opgepakt: leden van VNV, Verdinaso evenals Rex-leiders en communisten.
Op 12 mei 1940 stuurde Ganshof een telegram naar de gevangenisbestuurders aan wie hij vroeg alle nuttige maatregelen te nemen met het oog op het evacueren van de geïnterneerde verdachten. In dit telegram kwamen onder meer de namen voor van een aantal bekende Vlaams-nationalisten, onder meer Staf de Clercq (die na tussenkomst van een paar collega-parlementsleden onmiddellijk vrij kwam), Joris Van Severen, Wies Moens, Flor Grammens en August Borms, evenals Rex-leider Léon Degrelle. Gezien de snelle opmars van de Duitsers liet de regering een aantal aangehouden verdachten op 15 mei 1940 in erbarmelijke omstandigheden per trein naar Frankrijk overbrengen, waar ze in barakkenkampen werden opgesloten. 21 van hen werden op 20 mei 1940 in het Bloedbad van Abbeville door Franse militairen om het leven gebracht, onder wie de Verdinaso-leider Joris Van Severen. Een aantal verdachten werd naar Groot-Brittannië weggevoerd. Na de capitulatie van het Belgisch leger werden in Frankrijk nog Belgen aangehouden, onder protest van Ganshof bij de Franse minister van Binnenlandse Zaken.
In Vlaams-nationale kringen wordt Ganshof als de rechtstreekse verantwoordelijke beschouwd voor deze aanhoudingen en wegvoeringen en voor de dood van een aantal verdachten. Volgens journalist Maurice De Wilde in zijn boek De Kollaboratie – Deel 1, uitgegeven in 1985, staat de persoonlijke aansprakelijkheid van Ganshof bij het opstellen van de lijsten van de verdachten, bij de aanhoudingen en opsluitingen en bij de wegvoeringen evenwel niet vast.
Tijdens de meidagen 1940 wilde Ganshof de Belgische regering naar Frankrijk volgen, maar hij werd door de snelle opmars van de Duitse troepen tegengehouden. In juli 1940 keerde hij naar België terug en werd onmiddellijk door de Duitse bezetter opgepakt en tot het einde van het jaar in de gevangenis van Sint-Gillis opgesloten. Eenmaal vrijgelaten begon hij met het organiseren van inlichtingendiensten ten behoeve van de Belgische regering in ballingschap. Via de netwerken 'Gilles' en 'Tournay', waar hij een belangrijke rol in speelde, werd regelmatig informatie doorgegeven naar Londen.
In december 1942 werd hij opnieuw aangehouden en opgesloten in de citadel van Hoei. Hij kwam na drie maanden weer vrij. In juni 1943 werd een koerier uit Londen gearresteerd die brieven bij zich had voor Ganshof. Hij moest nu verdwijnen, en samen met zijn vrouw en zoon vluchtte hij via Frankrijk en Spanje naar Londen. Hij werd in augustus 1943 benoemd tot Hoog Commissaris voor 's Rijks Veiligheid, bevoegd voor de coördinatie van het Verzet en voor de handhaving van orde en veiligheid na de Bevrijding.
Ondertussen was hij in Londen de hoofdredacteur van de besluitwetten in verband met de Belgen die met de bezetter hadden gecollaboreerd. Hij toonde zich hierbij de verdediger van de rechtsstaat en kon verhinderen dat vertegenwoordigers van het Verzet in de rechtsbedeling zouden worden opgenomen. Hij dreigde met ontslag toen minister van Justitie Antoine Delfosse voorstelde verzetslieden als burgerlijke rechters in de krijgsraden op te nemen, met als gevolg dat het voorstel werd ingetrokken.

## Na de Bevrijding
Op 3 september 1944, de dag van de bevrijding van Brussel, was Ganshof terug in België, met de graad van luitenant-generaal en bekleed met de functie van Hoog Commissaris voor 's Rijks Veiligheid. Hij was daarnaast ook hoofd van de 3de Sectie van de Belgische Militaire Missie bij het hoofdkwartier van de geallieerde strijdmachten. Hij nam zijn taak van auditeur-generaal bij het Krijgshof weer op, belast met de ontwapening van het verzet, met de vervolging van collaborateurs (wegens het plegen van "misdrijven en wanbedrijven tegen de uitwendige veiligheid van de Staat", zoals omschreven in de artikelen 113 en volgende van het Strafwetboek) en met de wering van zogenaamde "incivieken" uit de overheidsdiensten (op grond van een besluitwet van 19 september 1945 betreffende de epuratie inzake burgertrouw). Hij kantte zich tegen de straatjustitie en tegen onwettige optredens van (pseudo)verzetslieden bij de naoorlogse zuiveringen.
Als Hoog Commissaris voor 's Rijks Veiligheid coördineerde hij de diensten van de Staatsveiligheid, de politie en de ordehandhaving.
Door de functies die hij uitoefende werd Ganshof in die tijd beschouwd als een van de machtigste gezagdragers van het land en werd hij soms de 'vice-koning van België' genoemd.
In totaal behandelde het auditoraat-generaal bij het Militair Gerechtshof onder zijn leiding 405.000 dossiers. Daarvan werd 85% zonder gevolg geklasseerd. Ook vanwege zijn leidinggevende rol bij de repressie en de epuratie (en onder meer vanwege zijn verzet tegen pogingen van de regering om economische collaboratie via omzendbrieven - en uiteindelijk via een wijziging van artikel 115 van het Strafwetboek - minder streng te vervolgen dan ideologische collaboratie) bleef zijn optreden in flamingantische middens beschouwd als het symbool van een politiek die tot doel had het Vlaams-nationalisme als politieke factor uit te schakelen.
In juni 1945, na de val van de regering-Van Acker I vanwege de Koningskwestie, vroeg koning Leopold III Ganshof om een regering te vormen, maar hiervoor bestond geen parlementaire meerderheid, en Ganshof vreesde dat de terugkeer van de koning aanleiding zou geven tot ernstige rellen en dat de handhaving van de openbare orde niet kon worden gewaarborgd. Na enige aarzeling weigerde hij de opdracht. Alleen al het feit dat hij het voorstel van de koning had overwogen bezorgde hem de blijvende vijandschap van zijn stadgenoot, demissionair eerste minister Achille Van Acker. Toen Ganshof graag de eerste voorzitter was geworden van de begin 1947 opgerichte Raad van State, werd hij door Van Acker gedwarsboomd. Tot vier keer toe werd zijn kandidatuur door de minister van Justitie Piet Vermeylen tevergeefs voor de ministerraad gebracht. Bij de vierde poging reageerde Van Acker met de woorden: Eén regering in België volstaat!. Ganshof werd niet benoemd.

## Verdere loopbaan in de magistratuur
Vervolgens keerde Ganshof terug tot het normale beroepsleven en werd hij benoemd tot advocaat-generaal bij het Hof van Cassatie, functie 'in de luwte', die hij gedurende achttien jaar vervulde.
In 1965 promoveerde hij tot eerste advocaat-generaal bij het Hof van Cassatie en van 1968 tot aan zijn emeritaat in 1975 oefende hij het ambt van procureur-generaal bij dit Hof uit. Zijn jaarlijkse 'mercuriale' bij de opening van het gerechtelijk jaar was vaak een evenement.
Van 1960 tot 1968 fungeerde hij tevens als 'rechter ad hoc' bij het Internationaal Gerechtshof in Den Haag in de zaak 'Barcelona Traction Company'.
Van 1973 tot 1986 was hij rechter (in 1985-1986 ondervoorzitter) in het Europees Hof voor de Rechten van de Mens in Straatsburg

## Minister en regeringscommissaris met moeilijke opdrachten
Tijdens zijn rechterlijke loopbaan werd Ganshof twee keer opgeroepen om een politieke rol te vervullen in delicate omstandigheden.
Op 16 mei 1960 werd hij in de rooms-blauwe regering-G. Eyskens III benoemd tot minister-resident belast met de algemene zaken in Afrika (tot 20 juli 1960). Zijn opdracht bestond erin het openbare gezag in Belgisch-Congo te handhaven tijdens de overgangsperiode tussen het koloniaal bewind en de op 30 juni 1960 in voege te treden onafhankelijkheid en te waken over de regelmatigheid van de verkiezingen in Congo, die door de partij van Patrice Lumumba werden gewonnen. Door zijn bemiddeling werd Joseph Kasavubu president en Lumumba premier. De een noch de ander kon echter het vertrouwen van Ganshof winnen, die de evolutie met pessimisme tegemoet zag.
Bij koninklijk besluit van 25 mei 1976 werd hij door de regering-Tindemans II belast met een opdracht als regeringscommissaris om de taalwet in Schaarbeek in de zogenaamde "lokettenkwestie" te doen naleven. Het college van burgemeester en schepenen van Schaarbeek had, in strijd met de taalwetgeving, aparte loketten geopend voor Franstaligen, allochtonen en Nederlandstaligen. Een arrest van de Raad van State dat de gemeente in het ongelijk stelde, weigerden ze uit te voeren. Op 2 juni 1976 om 5 uur 's morgens ging Ganshof persoonlijk toezien op het weghalen van de betwiste borden in de lokettenzaal. De man die in Vlaamsgezinde middens negatief werd beoordeeld, trad hier nu op om de taalwetten in het voordeel van de Vlamingen te doen eerbiedigen. Zodra zijn opdracht was volbracht, keerde hij terug naar de magistratuur.

## Academische loopbaan
De bijzonder actieve Ganshof slaagde erin naast zijn loopbaan in  de magistratuur ook een beduidende loopbaan aan de universiteit uit te bouwen, enerzijds als docent, anderzijds als schrijver van talrijke rechtskundige studies.
In 1936 werd hij benoemd tot professor strafrecht en strafprocedure aan de School voor Criminologie aan de Université libre de Bruxelles. Twee jaar later, in 1938, werd hij docent en in 1944 hoogleraar grondwettelijk recht en publiek recht aan deze universiteit.
Hij was hoogleraar aan de Internationale faculteit van rechtsvergelijking in Luxemburg.
Hij werd ook
- ondervoorzitter van het Belgisch Instituut voor vergelijkende rechtswetenschap,
- voorzitter van het Interuniversitair centrum voor rechtsvergelijking,
- voorzitter van het Instituut voor Europees recht aan de ULB,
- vicevoorzitter van het Internationaal Instituut voor de Mensenrechten.

In 1972 werd hij benoemd tot correspondent en in 1978 tot lid van de Koninklijke Academie voor Wetenschappen, Kunsten en Letteren van België, waarvan hij in 1985 voorzitter werd. Hij werd ook lid van de Koninklijke Academie voor Overzeese Wetenschappen en van de Internationale Academie voor de Vergelijking van het Recht.
In 1986 werd hij doctor honoris causa van de Universiteit van Straatsburg.

## Andere functies
Ganshof was gedurende langere of kortere tijd
- voorzitter van de Hoge Raad voor de Jacht (opgericht bij koninklijk besluit van 1 juli 1957),
- voorzitter van de Hoge Raad voor de Natuurreservaten (opgericht bij koninklijk besluit van 21 maart 1957),
- lid van het Belgisch nationaal comité van de Voedsel- en Landbouworganisatie van de Verenigde Naties,
- voorzitter van de Fondation Philippe Wiener - Maurice Anspach (1972-1984).

## Eretekens
De eretekens die Ganshof werden toegekend, zowel door België als door andere landen, zijn de uitdrukking van het gezag dat hij uitstraalde en de erkenning die hij bereikte, voornamelijk door zijn activiteiten tijdens de Tweede Wereldoorlog. Zijn te vermelden:
Voor België:
- Grootlint in de Leopoldsorde
- Grootkruis in de Kroonorde
- Grootkruis in de Orde van Leopold II met palm
- Oorlogskruis 1940-1945 met vier palmen
- Burgerlijk erekruis 1940-1945
- Kruis der Ontsnapten
- Kruis van Politiek Gevangene met twee sterren
- Medaille van het Verzet
- Herinneringsmedaille 1914-1918
- Herinneringsmedaille 1940-1945

Voor andere landen:
- Grootofficier in de Orde van de Eikenkroon (Luxemburg)
- Commandeur in het Legioen van Verdienste (VS)
- Commandeur in het Legioen van Eer (Frankrijk)
- Lid in de Orde van het Bad, militaire divisie (VK)
- Oorlogskruis met palm (Frankrijk)
- France and Germany Star (VK)
- Medal for Defence of Britain (VK)
- 1939-1945 Campaign Star (VK)

## Algemene conclusie
Walter Ganshof van der Meersch was een man die het staatsbelang hoog in het vaandel voerde en vond dat vrijheid alleen kan gedijen wanneer er orde en gezag is, terwijl hij omgekeerd ook vond dat er geen democratische rechtsstaat kan bestaan zonder dat de rechten en vrijheden van de individuele burgers op doeltreffende wijze worden beschermd.
Als jurist werd hij vooral bekend door diverse baanbrekende 'mercuriales' of openingstoespraken bij de aanvang van het gerechtelijk jaar en door talrijke studies en bijdragen, voornamelijk over internationaal en constitutioneel recht. Naarmate de Europese eenwording vorderde publiceerde hij meer en meer over de Europese rechtsprincipes en praktijk, evenals over de mensenrechten.

## Publicaties
Ganshof heeft een buitengewoon grote stroom aan publicaties gerealiseerd. De lijst van zijn publicaties tot in 1972 beslaat 50 pagina's in kleine letters. Na 1972 en het bereiken van het emeritaat bleef de stroom aan rechtskundige publicaties onverminderd doorgaan. Men vindt ze in:
- J. Salmon en A. Vanwelkenhuyzen, 'Bibliographie de W.J. Ganshof van der Meersch' in Miscellaneae W.-J. Ganshof van der Meersch, Brussel, Bruylant, 1972.
- R. Legros, 'Liste des publications', in 'Walter Ganshof van der Meersch', Bulletins de l'Académie royale des sciences, des lettres et des beaux-arts de Belgique, 1995, 145-147.